# 1037 Davidweilla
Davidweilla (asteroide 1037) é um asteroide da cintura principal, a 1,8224606 UA. Possui uma excentricidade de 0,1916756 e um período orbital de 1 236,5 dias (3,39 anos).
Davidweilla tem uma velocidade orbital média de 19,8361096 km/s e uma inclinação de 5,90168º.
Esse asteroide foi descoberto em 29 de outubro de 1924 por Benjamin Jekhowsky.